# Liste der National Historic Landmarks in New Hampshire

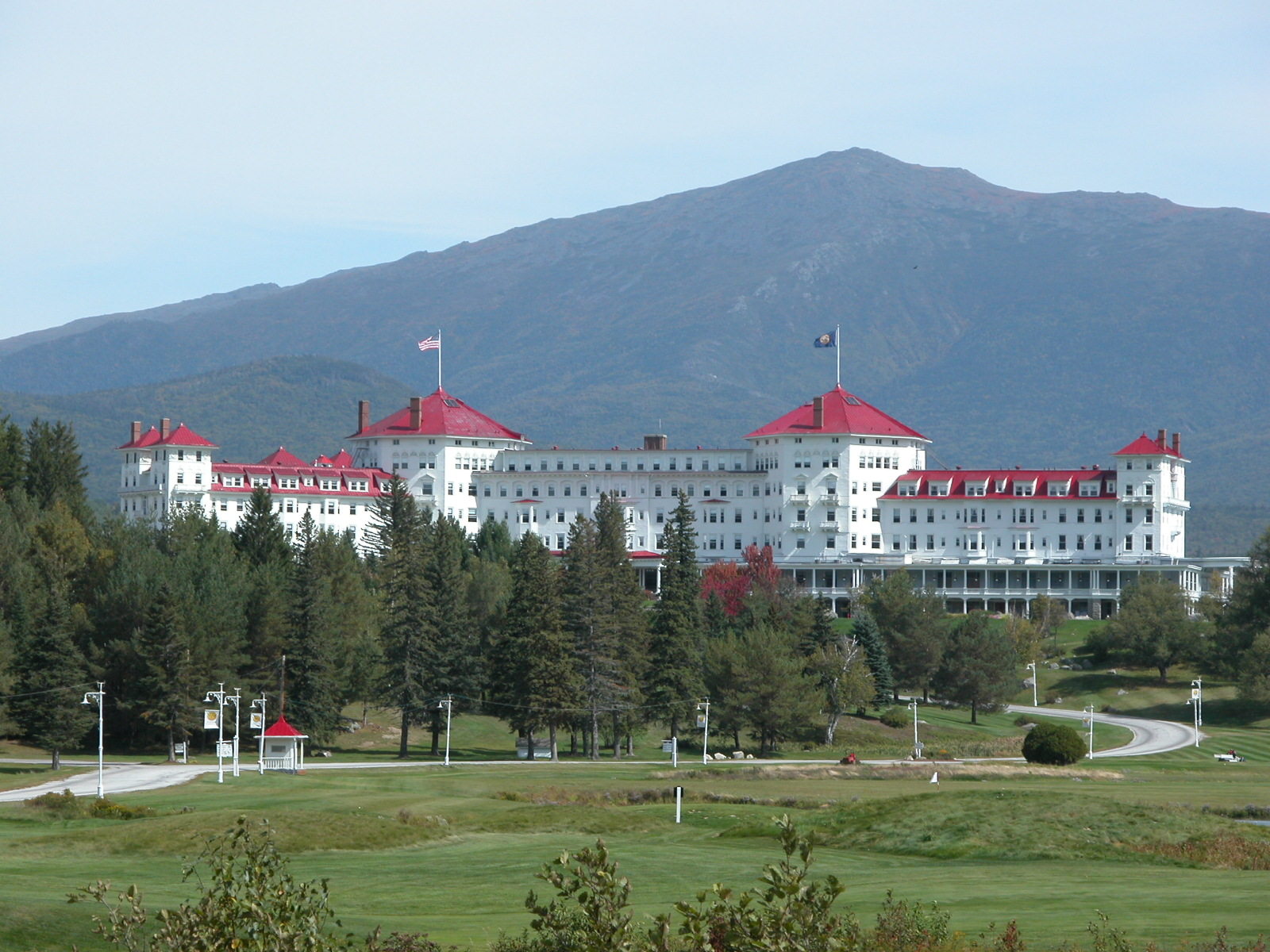
Mount Washington Hotel, Bretton Woods.

Die Liste der National Historic Landmarks in New Hampshire verzeichnet die historischen Objekte und Orte, die im amerikanischen Bundesstaat New Hampshire als National Historic Landmark (NHL; deutsch: Nationales historisches Wahrzeichen) klassifiziert sind und unter der Aufsicht des National Park Service (NPS) stehen. Ihre besondere nationale Bedeutung hebt sie aus der Menge der anderen Kulturdenkmale im Gesamtregister historischer Stätten (National Register of Historic Places (NRHP)) der USA heraus. Die Auszeichnung wird durch das Innenministerium der Vereinigten Staaten verliehen.

## National Historic Landmarks in New Hampshire
In New Hampshire gibt es 23 solcher Kulturdenkmale, die in der folgenden Liste vollständig verzeichnet sind (Stand April 2017). Sie finden sich in 9 der 10 Countys in New Hampshire.
Die Reihenfolge der Einträge, die Namen der Landmarks und das Eintragsdatum folgen den Angaben in der Landmark-Liste des National Park Service. Die Tabellenspalte links außen gibt mit einem Farbcode den Hinweis, welche Auszeichnungskategorie des National Park Systems für den jeweiligen Eintrag gilt.
|      | Legende des Farbcodes               |
| ---- | ----------------------------------- |
| NHL  | National Historic Landmark          |
| NHLD | National Historic Landmark District |
| NHS  | National Historic Site              |

| [ 3 ] | Name                                                                              | Bild                                                                       | Eintragsdatum                                                     | Lage                                                                                                   | County              | Beschreibung |
| ----- | --------------------------------------------------------------------------------- | -------------------------------------------------------------------------- | ----------------------------------------------------------------- | --- | ------------------- | --- |
| 1     | Albacore (USS)                                                                    | Albacore (USS)                                                             | 11. Apr. 1989 ID-Nr. 89001077                                     | Portsmouth, Albacore Park, 600 Market Street 43° 4′ 56,4″ N, 70° 46′ 0,2″ W                            | Rockingham County   | Experimentelles, unbewaffnetes U-Boot der US-Marine; erbaut 1953 und im Einsatz bis 1972, um eine neue, tropfenförmige Form des Rumpfs, außerdem verschiedene Arten des Antriebs und der Steuerung zu testen. |
| 2     | Josiah Bartlett House                                                             | Josiah Bartlett House                                                      | 11. Nov. 1971 ID-Nr. 71000050                                     | Kingston, West Main Street 42° 56′ 8,7″ N, 71° 3′ 16,4″ W                                              | Rockingham County   | Wohnhaus des Politikers Josiah Bartlett, erbaut 1774; Bartlett war Unterzeichner der Unabhängigkeitserklärung der Vereinigten Staaten 1776 und ab 1792 erster Gouverneur von New Hampshire. |
| 3     | Canterbury Shaker Village                                                         | Canterbury Shaker Village                                                  | 19. Apr. 1993 ID-Nr. 75000129                                     | Canterbury, 288 Shaker Road 43° 21′ 32″ N, 71° 29′ 24″ W                                               | Merrimack County    | Größte und bekannteste Siedlung der Religionsgemeinschaft der Shaker, gegründet 1792, nicht mehr bewohnt seit 1992, von einem Verein bereits seit 1969 als historisches Museumsgelände betreut; NHL-Auszeichnung als bedeutendes Beispiel für eine religiöse utopische Siedlungsgemeinschaft in den USA im 18. und 19. Jahrhundert; zum Landmark-Distrikt gehören 28 erhaltene von ursprünglich mehr als 100 Gebäuden. |
| 4     | Salmon P. Chase Birthplace and Boyhood Home                                       | Salmon P. Chase Birthplace and Boyhood Home                                | 15. Mai 1975 ID-Nr. 75000133                                      | Cornish, südwestlich des Ortes an der Chase Road (NH 12a) 43° 27′ 18,4″ N, 72° 23′ 11,7″ W             | Sullivan County     | Geburtsort (1808) und bis 1816 Wohnhaus des Politikers und Juristen Salmon P. Chase, Mitglied des US-Senats für seinen späteren Wohnsitz Ohio, Gouverneur von Ohio, US-Finanzminister und Oberster Bundesrichter der Vereinigten Staaten. |
| 5     | E. E. Cummings House (Joy Farm)                                                   | E. E. Cummings House                                                       | 11. Nov. 1971 ID-Nr. 71000048                                     | Silver Lake, Joy Farm Road 43° 54′ 58,6″ N, 71° 11′ 5,6″ W                                             | Carroll County      | Sommer-Wohnsitz des Schriftstellers E. E. Cummings von 1923 bis zu seinem Tod 1962. |
| 6     | The Epic of American Civilization Murals, Baker Library, Dartmouth College        | The Epic of American Civilization Murals, Baker Library, Dartmouth College | 27. Feb. 2013 ID-Nr. 13000283                                     | Hanover, Dartmouth College, Baker-Berry Library, 25 North Main Street 43° 42′ 18,5″ N, 72° 17′ 19,5″ W | Grafton County      | Eine Wandgemälde-Serie des mexikanischen Muralisten José Clemente Orozco, die 1932 in Auftrag gegeben wurde und 1934 fertiggestellt war und als wichtigstes Werk des Künstlers in den Vereinigten Staaten gilt. 24 monumentale Fresken reflektieren kritisch die Bedeutung sowohl der eingeborenen Urbevölkerung als auch der europäischen Kolonisatoren für die Entwicklung Nordamerikas sowie die Auswirkungen von Kriegen und schneller Industrialisierung auf den modernen Menschen. Als NHL ausgezeichnet, weil die Gemälde zur Entstehungszeit großen Einfluss auf die amerikanische Moderne Kunst nahmen, aber auch von der Gesellschaft sehr kontrovers aufgenommen wurden, und weil die aufgeworfenen Themen in der Gegenwart des 21. Jahrhunderts nicht an Bedeutung verloren haben. |
| 7     | Robert Frost Homestead                                                            | Robert Frost Homestead                                                     | 23. Mai 1968 ID-Nr. 68000008                                      | Derry, 122 Rockingham Road 42° 52′ 17,4″ N, 71° 17′ 42,7″ W                                            | Rockingham County   | 1900–1911 Wohnhaus des Dichters Robert Frost. |
| 8     | Harrisville Historic District                                                     | Harrisville Historic District                                              | 22. Dez. 1977 ID-Nr. 71000072                                     | Harrisville, Altstadt, einschließlich kleinen Sees Harrisville Pont 42° 56′ 44,3″ N, 72° 5′ 41″ W      | Cheshire County     | Das Altstadtgebiet von Harrisville wurde als ganzes zum National Historic Landmark District (NHLD) erklärt, weil es als einzigartiges, unverändert und vollständig erhaltenes Beispiel gilt für eine Ansiedlung der frühen Baumwollindustrie aus der Zeit vor dem Amerikanischen Bürgerkrieg. Die meisten der Bauwerke und baulichen Strukturen, die zum Landmark gehören, stammen vom Anfang des 19. Jahrhunderts; das älteste Gebäude, Wohnhaus des ersten Siedlers, datiert auf 1774. |
| 9     | Richard Jackson House                                                             | Richard Jackson House                                                      | 24. Nov. 1968 ID-Nr. 68000009                                     | Portsmouth, 76 Northwest Street 43° 4′ 51,2″ N, 70° 46′ 1,8″ W                                         | Rockingham County   | Ältestes erhaltenes Haus in Portsmouth, Holzhaus in typischer Saltbox-Bauweise der größeren neuenglischen Holzhäuser mit Elementen mittelalterlicher europäischer Architektur, erbaut 1624. |
| 10    | John Paul Jones House (Purcell-Jones-Langdon House)                               | John Paul Jones House                                                      | 28. Nov. 1972 ID-Nr. 72000084                                     | Portsmouth, 43 Middle Street 43° 4′ 30,6″ N, 70° 45′ 37,2″ W                                           | Rockingham County   | Wohnhaus, erbaut 1758; einziges Bauwerk in den Vereinigten Staaten, welches mit den Verdiensten des Seefahrers John Paul Jones im Unabhängigkeitskrieg in Verbindung gebracht werden kann. Jones war der erste bekannte Kriegsschiffkommandant der Continental Navy, des Vorläufers der amerikanischen Marine. Er bewohnte dieses Haus 1781–1782, um den Bau der America zu beaufsichtigen, des ersten amerikanischen Linienschiffs. |
| 11    | Ladd-Gilman House (Cincinnati Memorial Hall)                                      | Ladd-Gilman House                                                          | 2. Dez. 1974 ID-Nr. 74002055                                      | Exeter, 1 Governors Lane 42° 58′ 54,1″ N, 70° 56′ 56,8″ W                                              | Rockingham County   | Eines der ersten Ziegelhäuser in New Hampshire, erbaut 1721; Wohnhaus des Politikers Nicholas Gilman, Abgeordneter und Senator von New Hampshire und einer der Unterzeichner der Verfassung der Vereinigten Staaten; seit 1902 von der Society of the Cincinnati unterhalten; seit 1991 Teil des American Independence Museum in Exeter. |
| 12    | Governor John Langdon Mansion                                                     | Governor John Langdon Mansion                                              | 2. Dez. 1974 ID-Nr. 74000197                                      | Portsmouth, 143 Pleasant Street 43° 4′ 30,4″ N, 70° 45′ 21,3″ W                                        | Rockingham County   | Stadtvilla im Georgianischen Stil, erbaut 1784; Wohnhaus des Politikers John Langdon, Unterzeichner der amerikanischen Verfassung, mehrfach Gouverneur von New Hampshire sowie US-Senator; Hausmuseum seit 1947. |
| 13    | MacDowell Colony                                                                  | MacDowell Colony                                                           | 29. Dez. 1962 ID-Nr. 66000026                                     | Peterborough, 100 High Street 42° 53′ 24″ N, 71° 57′ 18″ W                                             | Hillsborough County | Berühmte Künstlerkolonie, begründet 1907 von den Musikern Marian und Edward MacDowell; auf 1,8 km2 Wald- und Wiesenland eines ehemaligen Farmgeländes stehen mehr als 40 Gebäude zur Verfügung, mehr als 30 davon sind in unterschiedlicher Art als Ateliers und Studios ausgestaltet im Hinblick auf die Bedürfnisse der verschiedenen Künste. |
| 14    | MacPheadris-Warner House (The Warner House)                                       | MacPheadris-Warner House                                                   | 9. Okt. 1960 ID-Nr. 66000028                                      | Portsmouth, 150 Daniel Street 43° 4′ 40,3″ N, 70° 45′ 17,7″ W                                          | Rockingham County   | Erbaut um 1720, ältestes Ziegelbau-Haus in Portsmouth; gilt als eines der wichtigsten Beispiele für Ziegelbau-Wohnhäuser in frühem georgianischem Stil in Neuengland. |
| 15    | Moffatt-Ladd House (William Whipple House)                                        | Moffatt-Ladd House                                                         | 24. Nov. 1968 ID-Nr. 68000010                                     | Portsmouth, 154 Market Street 43° 4′ 44,1″ N, 70° 45′ 30,7″ W                                          | Rockingham County   | Von 1768 bis 1785 Wohnhaus von William Whipple, Soldat im Unabhängigkeitskrieg und Unterzeichner der Unabhängigkeitserklärung 1776; das Haus ist außerdem herausragendes Beispiel für späte georgianische Architektur, erbaut 1763. |
| 16    | Mount Washington Hotel (Omni Mount Washington Resort)                             | Mount Washington Hotel                                                     | 24. Juni 1986 ID-Nr. 78000213                                     | Carroll, Bretton Woods, 210 Mount Washington Road 44° 15′ 25,9″ N, 71° 26′ 23,2″ W                     | Coös County         | Großer, luxuriöser Hotelkomplex im Stadtbezirk Bretton Woods, erbaut 1900–1902; als NHL ausgezeichnet wegen seiner Bedeutung als Tagungsort der internationalen Konferenz von Bretton Woods im Juli 1944, bei der als Währungsordnung für die Zeit nach dem Zweiten Weltkrieg das Bretton-Woods-System festgelegt wurde, in dessen Folge auch die Weltbank und der Internationale Währungsfonds gegründet wurden. |
| 17    | Franklin Pierce Homestead                                                         | Franklin Pierce Homestead                                                  | 4. Juli 1961 ID-Nr. 66000027                                      | Hillsborough 43° 6′ 58,6″ N, 71° 57′ 1,1″ W                                                            | Hillsborough County | Kindheits- und Jugend-Wohnhaus des 14. Präsidenten der Vereinigten Staaten, Franklin Pierce. |
| 18    | Augustus Saint-Gaudens Memorial („Aspet“; Saint-Gaudens National Historical Park) | Augustus Saint-Gaudens Memorial                                            | 13. Juni 1962 (NHL), erweitert 30. Mai 1977 (NHS) ID-Nr. 66000120 | Cornish, 139 Saint Gaudens Road 43° 30′ 2,3″ N, 72° 22′ 8,2″ W                                         | Sullivan County     | Wohnhaus („Aspet“), zwei Ateliers („Little Studio“ und „New Studio“) sowie die Gartenanlage der Niederlassung des Bildhauers Augustus Saint-Gaudens, der als wichtigster amerikanischer Bildhauer der Gilded-Age-Epoche gilt. Nach Erweiterung des Schutzgeländes 1977 wurde das Memorial zur National Historic Site erklärt. Im März 2019 erklärte der 116. Kongress der Vereinigten Staaten die Stätte zu einem National Historical Park. |
| 19    | John Sullivan House                                                               | John Sullivan House                                                        | 28. Nov. 1972 ID-Nr. 72000089                                     | Durham, 23 Newmarket Road 43° 7′ 50,3″ N, 70° 55′ 1,2″ W                                               | Strafford County    | Von 1764 bis 1795 Wohnhaus des Soldaten und Politikers John Sullivan, General im Unabhängigkeitskrieg und später Gouverneur von New Hampshire. |
| 20    | Matthew Thornton House                                                            | Matthew Thornton House                                                     | 11. Nov. 1971 ID-Nr. 71000053                                     | Derry, 2 Thornton Street 42° 53′ 38,3″ N, 71° 18′ 45″ W                                                | Rockingham County   | Von 1740 bis 1779 Wohnhaus des Arztes, Juristen und Politikers Matthew Thornton, Unterzeichner der Unabhängigkeitserklärung von 1776. |
| 21    | Daniel Webster Family Home („The Elms“)                                           | Daniel Webster Family Home                                                 | 30. Mai 1974 ID-Nr. 74000196                                      | Franklin, West Franklin, South Main Street 43° 24′ 25,5″ N, 71° 39′ 16,5″ W                            | Merrimack County    | Von 1829 bis 1852 Sommerhaus und experimentelle Farm des Juristen und Politikers Daniel Webster, amerikanischer Senator und Außenminister. |
| 22    | Wentworth-Coolidge Mansion (Benning Wentworth Mansion)                            | Wentworth-Coolidge Mansion                                                 | 24. Nov. 1968 ID-Nr. 68000011                                     | Portsmouth, 375 Little Harbor Road 43° 3′ 42,8″ N, 70° 44′ 16,9″ W                                     | Rockingham County   | Große Villa in Holzverschalungsbauweise am Ufer des Piscataqua Rivers, südöstlich von Portsmouth; verschiedene Ausbauphasen sind zu erkennen (um 1695, 1730, 1750) und spiegeln die Entwicklung der kolonialen Architektur Neuenglands; 1750–1770 Wohn- und Amtssitz des kolonialen Gouverneurs Benning Wentworth. |
| 23    | Wentworth-Gardner House                                                           | Wentworth-Gardner House                                                    | 24. Nov. 1968 ID-Nr. 68000012                                     | Portsmouth, 140 Mechanic Street 43° 4′ 28,2″ N, 70° 45′ 0,5″ W                                         | Rockingham County   | Auffällige und exemplarische georgianische Wohnhausarchitektur; erbaut 1760, aufwändig restauriert 1916–1918. |

## National Historical Park in New Hampshire

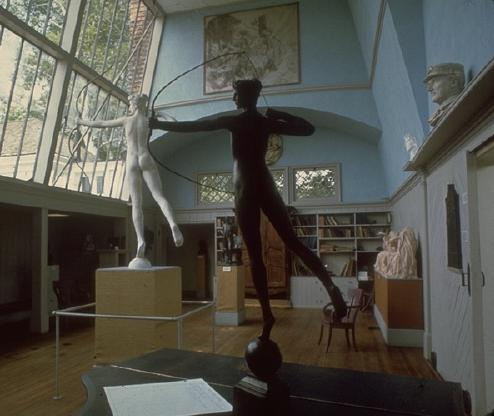
Saint-Gaudens National Historical Park, Cornish.

Schon 1977 war der Schutzstatus des Augustus Saint-Gaudens Memorial auf das Gartengelände ausgedehnt und aufgewertet worden zur Saint-Gaudens National Historic Site (s. o.). 2000 wurde der Schutzstatus erneut aktualisiert, wieder mit einer Ausdehnung des Gebiets und Neubewertung der geschützten Gebäude verbunden. Außerdem wurde ein neuer Registereintrag im NRHP angelegt: ID 13000802.
Solche Einrichtungen, National Historic Sites, National Historical Parks, National Memorials und einige andere Strukturen, sind Gebiete, Wahrzeichen oder Mahnmale in den USA, denen die Auszeichnung nicht durch das Innenministerium, sondern direkt durch Gesetze des Kongresses oder Anordnungen des Präsidenten verliehen wurde. Diese historischen Monumente stehen zwar meist ebenfalls unter dem Schutz des National Park Service, sie wurden aber normalerweise nicht zusätzlich noch zum NHL erklärt; oft wurde ihr Schutzstatus bereits vor Einführung des Landmarks-Programms 1960 verliehen.
Im März 2019 wertete der 116. Kongress der Vereinigten Staaten die Saint-Gaudens National Historic Site zu einem National Historical Park auf, dem Saint-Gaudens National Historical Park.
Da einzelne Bestandteile des Saint-Gaudens National Historical Parks zuvor bereits als NHL geschützt waren, blieb der Landmark-Status erhalten, das Denkmal ist unter dem Namen Augustus Saint-Gaudens Memorial in der Liste oben verzeichnet.